# Louis Gueymard
Louis Gueymard, né le 17 août 1822 à Chaponnay (Rhône) et mort le 8 juillet 1880 à Corbeil-Essonnes (Essonne), est un ténor français, chanteur d'opéra.

## Biographie
Né à Chaponnay de parents agriculteurs, il travaille dans la ferme familiale jusqu'à l'âge de 19 ans. Il prend ensuite des cours de chant à l'opéra national de Lyon. Il fait ses débuts sur scène en 1845 tout en suivant des cours de chant au Conservatoire national de musique et de déclamation à Paris de 1846 à 1848.
En 1848, Gueymard devient ténor principal à l'Opéra de Paris où il chante jusqu'en 1868. Il y crée plusieurs rôles lors des premières mondiales de plusieurs opéras, à savoir Philippe d'Autriche dans Jeanne la folle de Louis Clapisson (1848), Jonas dans Le prophète de Giacomo Meyerbeer (1849), Phaon dans Sapho de Charles Gounod (1851), Rodolphe dans Le Maître chanteur d'Armand Limnander de Nieuwenhove (1853), Rodolphe dans La Nonne sanglante de Gounod (1854), Henri dans Les Vêpres siciliennes de Giuseppe Verdi (1855), La Magicienne de Fromental Halévy (1858), Julien de Médicis dans Pierre de Médicis de Józef Michał Poniatowski (1860), Adoniram dans La Reine de Saba de Gounod (1862) et Roland dans Roland à Roncevaux d'Auguste Mermet (1864).
Sur la scène internationale, Gueymard est invité au Royal Opera House à Londres 1854. Il chante également à l'Opéra Français à La Nouvelle-Orléans lors de la saison 1873-1874.
Gueymard a également interprété Arnold dans Guillaume Tell, Jean de Leyde dans Le Prophète, Manrico et Ruiz dans Il trovatore, Rodolfo dans Luisa Miller, Tebaldo dans I Capuleti e i Montecchi et le rôle-titre dans Robert le Diable.
Gueymard se marie avec la chanteuse d'opéra belge Pauline Lauters en 1858, mais ils divorcent en 1868. Il meurt à Saint-Fargeau-Ponthierry le 8 juillet 1880 à l'âge de 57 ans.

## Galerie

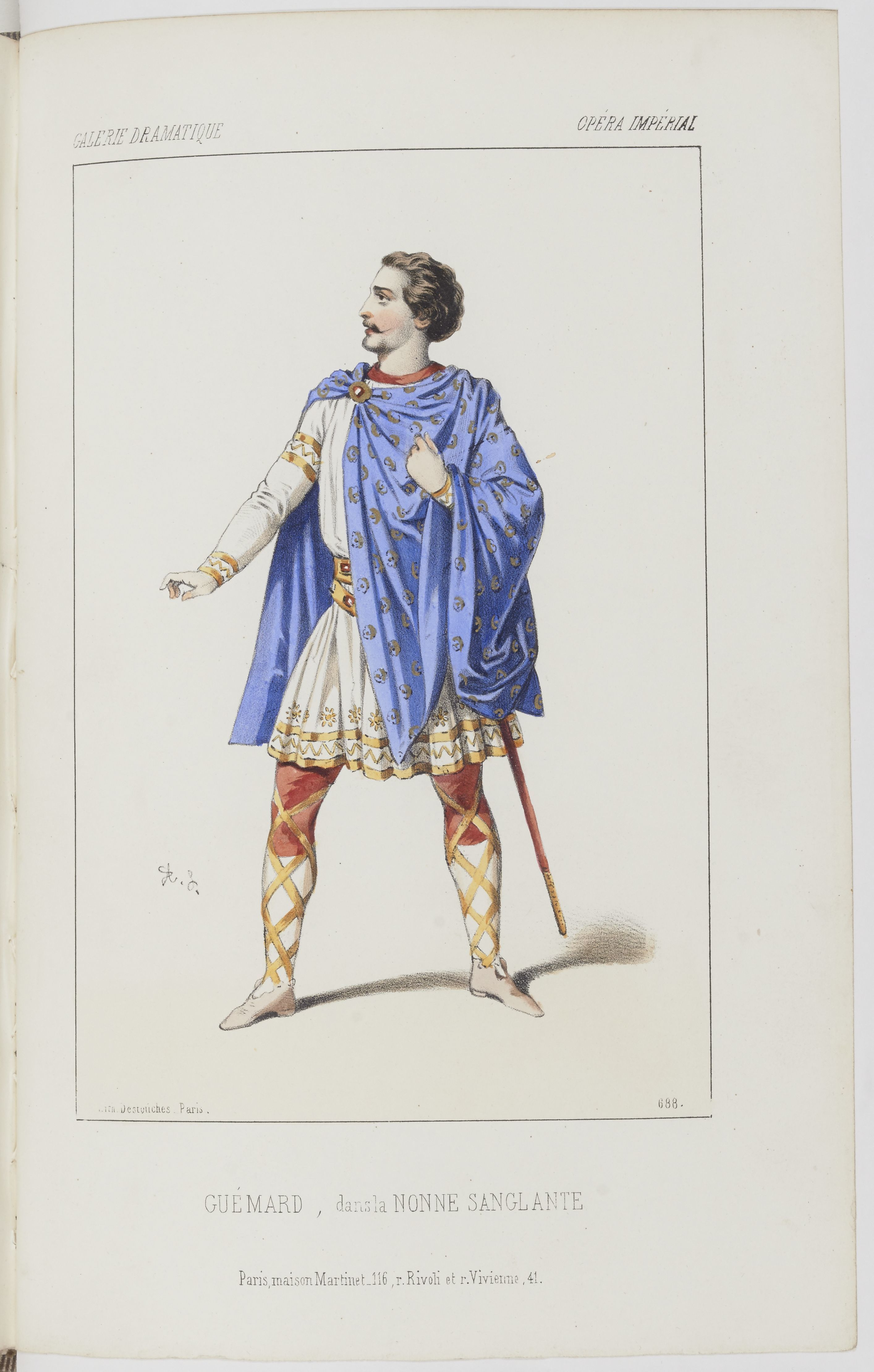
Dans La Nonne sanglante, dessin par Lacauchie (1854)
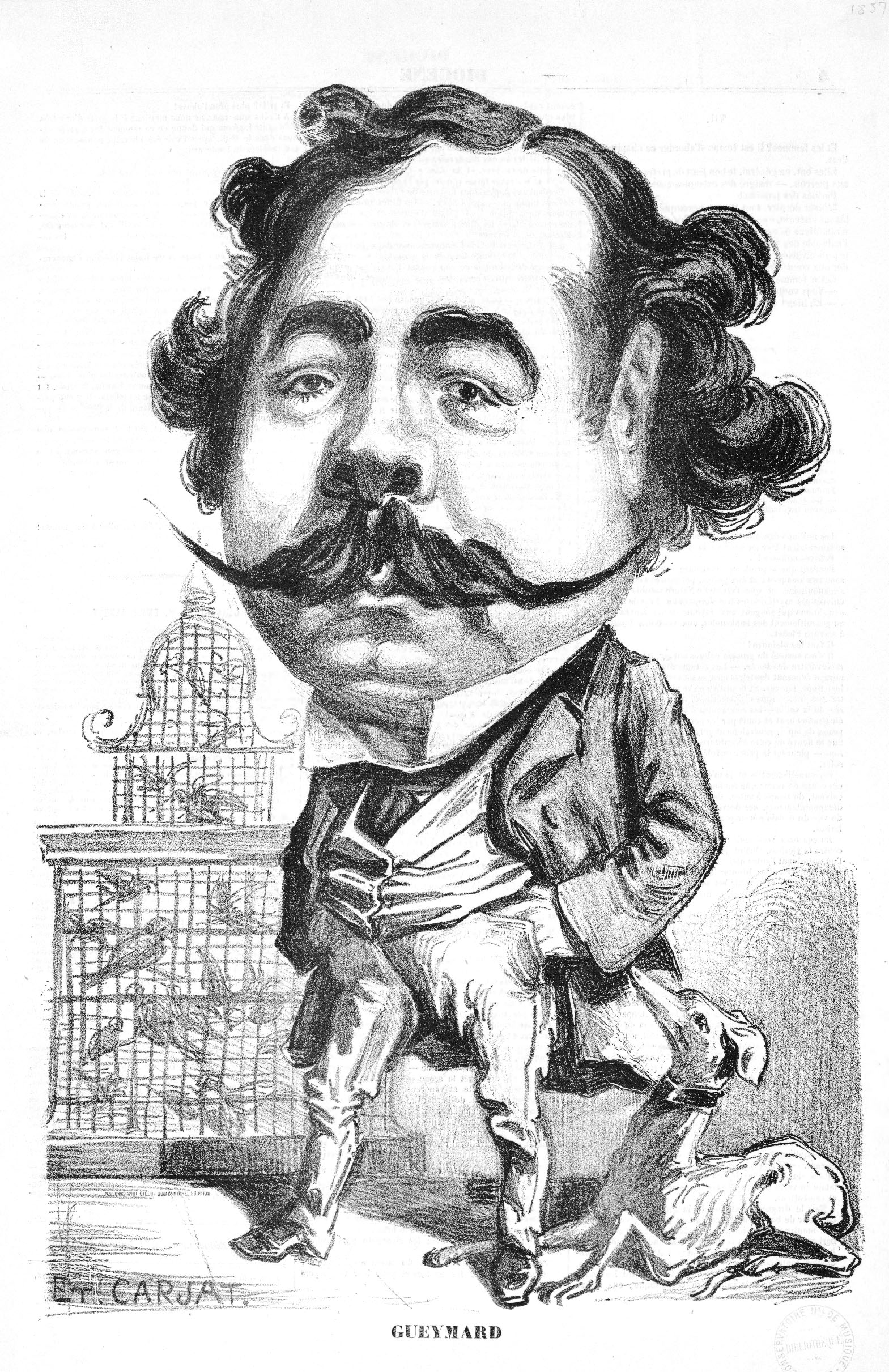
Caricature de Gueymard par Carjat (1857)
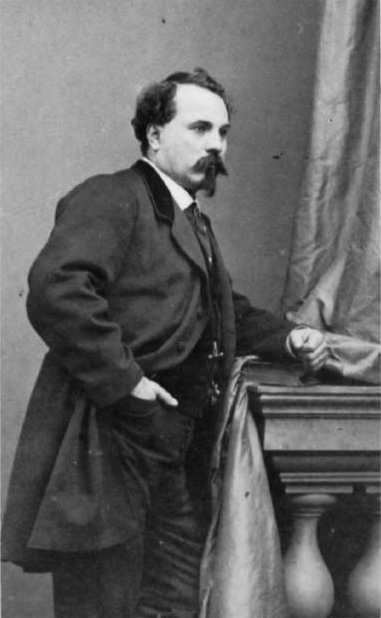
Photo de Disdéri (1864)

## Source
- (en) Cet article est partiellement ou en totalité issu de l’article de Wikipédia en anglais intitulé « Louis Gueymard » (voir la liste des auteurs).